# The Economist
The Economist là một ấn bản tin tức và các vấn đề quốc tế bằng tiếng Anh được phát hành hàng tuần, The Economist được sở hữu bởi The Economist Newspaper Ltd. và được biên tập tại City of Westminster, London, Anh. Ấn bản này được thành lập vào năm 1843 bởi James Wilson. Dù The Economist tự nhận là một tờ báo nhưng các ấn bản của tờ báo này thường dùng giấy bóng giống như các tờ tạp chí. Năm 2009, ấn bản này đạt lượng lưu hành trên 1,6 triệu bản, trên một nửa là được bán ở Bắc Mỹ với các quốc gia nói tiếng Anh.
Ấn bản này dành sự ủng hộ cho thương mại tự do, toàn cầu hóa, sức mạnh của chính phủ và chi tiêu cho giáo dục, ngoài ra còn có các phương thức hạn chế của sự can thiệp chính phủ. The Economist nhắm tới đối tượng độc giả trí thức và có một lượng độc giả bao gồm nhiều giám đốc điều hành danh tiếng và các nhà làm chính sách.